# Стингер (коктейль)
«Стингер» (англ. Stinger) — алкогольный коктейль на основе мятного ликёра и спирта. Готовится методом стир & стрейн. Относится к дижестивам и подаётся в коктейльном бокале или бокале для мартини. Классический рецепт описывает смесь коньяка (бренди) и белого мятного ликёра, которую тщательно перемешивают встряхиванием и подают в коктейльном бокале. Истоки этого напитка неизвестны, но о нём упоминается в кулинарных книгах бармена, например Tom Bullock’s The Ideal Bartender, опубликованной в 1917 году. Входит в число официальных коктейлей Международной ассоциации барменов (IBA), категория «Незабываемые» (англ. Unforgettables).

## Состав
- Коньяк (или бренди) — 50 мл
- Ликёр крем де мент[англ.] (светлый) — 20 мл.

В смесительном стакане со льдом охлаждают все компоненты, затем перемешивают и отфильтровывают в коктейльный бокал мартини.